# Багряні береги
«Багряні береги» — радянський художній фільм 1979 року, знятий режисером Ярославом Лупієм на Одеській кіностудії.

## Сюжет
Події відбуваються 1945 року на Західній Україні, де йде процес післявоєнного відновлення господарства та побудова нового життя.

## У ролях
- Володимир Олексієнко — Олекса Данилюк
- Євген Стежко — Василь Данилюк
- Олександр Ведерников — Лесько Данилюк
- Тамара Дегтярьова — Катря Павлюк
- Іван Гаврилюк — Мартин Шумик
- Віктор Мірошниченко — Сарнецький
- Борис Миронюк — Ясенюк, голова сільради
- Марина Проскурякова — Марійка
- Борис Сабуров — Андрій Коновчук
- Віталій Матвєєв — Горак
- Віктор Щербаков — Іванченко
- Петро Бенюк — Вітовський, священик
- Михайло Биков — епізод
- Ю. Гевюк — епізод
- Зінаїда Дехтярьова — вдова
- Л. Дударська — епізод
- Олексій Лупій — Михайлик
- Борис Молодан — епізод
- Наталія Моргунова — епізод
- І. Мулик — епізод
- Юрій Мисенков — лейтенант
- Віктор Панченко — епізод
- Микола Сіренко — епізод
- Оксана Федух — епізод
- Теодор Хмурич — директор школи
- Анна Радецька — епізод
- Ігор Тільтиков — бандерівець
- Іван Горобець — епізод

## Знімальна група
- Режисер — Ярослав Лупій
- Сценарист — Олесь Лупій
- Оператор — Валерій Башкатов
- Композитор — Володимир Губа
- Художники — Юрій Богатиренко, Іван Пуленко